# Restitution von Raubkunst

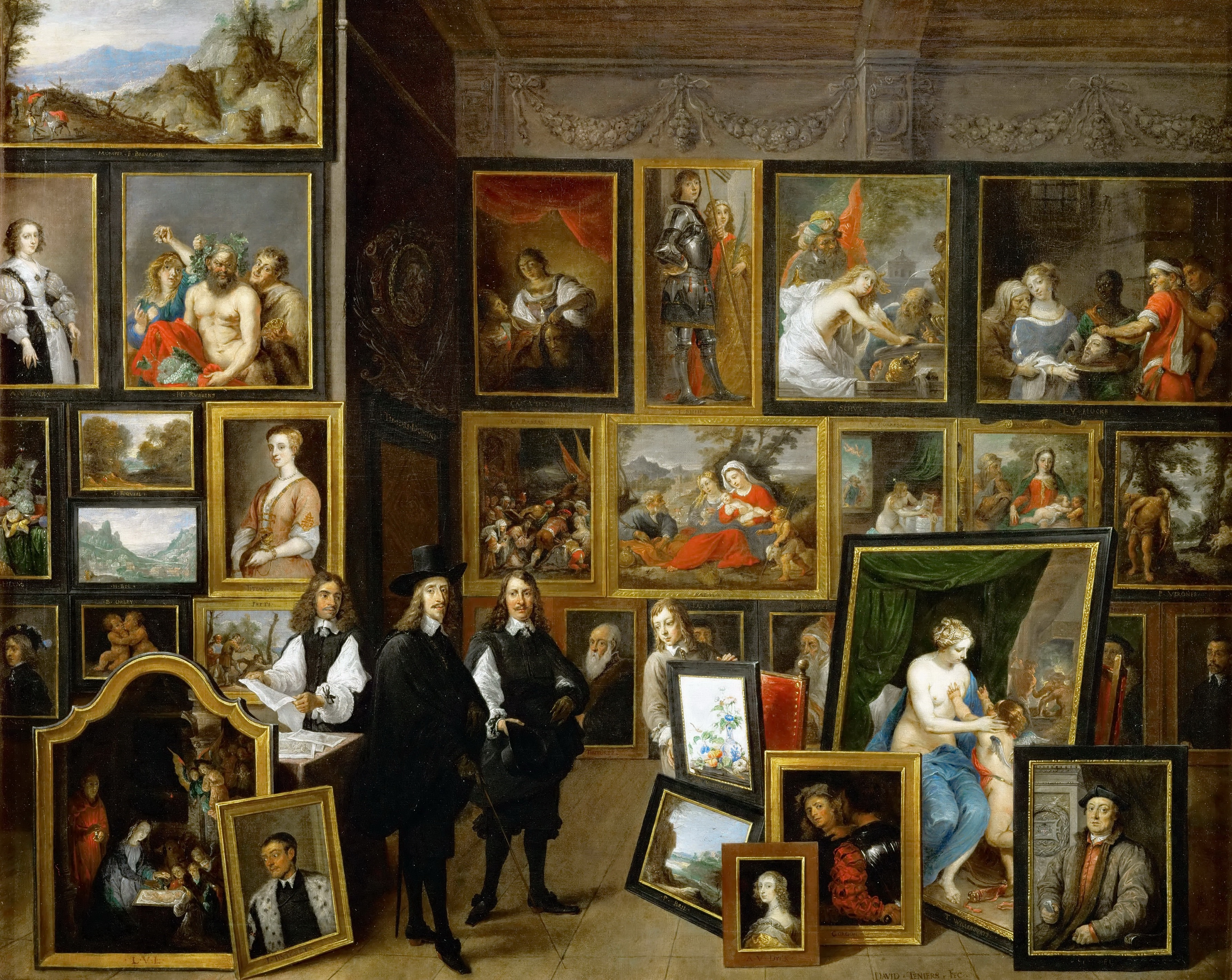
David Teniers: Erzherzog Leopold Wilhelm in seiner Galerie in Brüssel, um 1653, Sammlung Louis Rothschild, Wien, 1938 beschlagnahmt, 1999 restituiert

Restitution von Raubkunst aus der Zeit des Nationalsozialismus ist die versuchte Wiederherstellung von Eigentumsverhältnissen an Kunstwerken, die während der NS-Zeit geraubt wurden, durch Rückgabe oder Entschädigung an die ehemaligen Eigentümer oder deren Erben. Der Begriff Raubkunst bezeichnet dabei einen „verfolgungsbedingten Verlust“, von dem vor allem Juden und als Juden Verfolgte betroffen waren, sei es innerhalb des damaligen Deutschen Reichs von 1933 bis 1945 oder in einem der von der Wehrmacht während des Zweiten Weltkrieges besetzten Gebiete.
In einer Stellungnahme vor dem House Banking Committee in Washington im Februar 2000 wurde unter Berücksichtigung der Problematik konkreter Zahlenangaben vermutet, dass etwa 600.000 Kunstwerke zwischen 1933 und 1945 von Deutschen gestohlen, enteignet, beschlagnahmt oder geraubt wurden: 200.000 innerhalb von Deutschland und Österreich, 100.000 in Westeuropa und 300.000 in Osteuropa. Mit Ende des Zweiten Weltkrieges wurden durch die alliierten Besatzungsmächte eine große Anzahl geraubter Kunstwerke aufgefunden, sichergestellt und an die jeweiligen Ursprungsländer restituiert. Dennoch gelangten viele Kunstwerke mit ungeklärter Herkunft in den internationalen Kunsthandel und in öffentliche Sammlungen. Die Zahl der nicht an die rechtmäßigen Eigentümer zurückgegebenen und unter Umständen noch identifizierbaren Kunstwerke, die weltweit verstreut in öffentlichen Sammlungen und Privatbesitz vermutet werden, wird auf bis zu 10.000 geschätzt.
Mit der sogenannten Washingtoner Erklärung stimmten 44 Staaten 1998 einem unverbindlichen internationalen Reglement zu, wonach diese Staaten sich verpflichten, für das Auffinden und die Rückgabe von Raubkunst zu sorgen. Seitdem wurden weit über tausend Gemälde und Kunstobjekte aus etwa 20 Staaten an die Eigentümer oder ihre Erben restituiert.

## Begriff
Der Begriff Restitution geht zurück auf das lateinische Verb restituere ‚wieder zurückbringen, wieder übergeben, wiedergeben, wiederherstellen, in seinen vorigen Stand setzen‘. Er ist seit dem 19. Jahrhundert im Völkerrecht verankert mit dem Grundsatz der Unverletzlichkeit des Privateigentums in kriegerischen Auseinandersetzungen.
Im juristischen Bereich bedeutet er die Wiederherstellung einer Rechtslage (hier dem Recht an Eigentum), die durch völkerrechtliches Unrecht gestört wurde.
Die Rückgabe des geraubten Guts (restitutio in integrum) ist dabei die einfachste Form der Wiederherstellung des Rechtsfriedens. Dem nachgeordnet sind der Tausch mit etwas Gleichwertigem (restitution in kind), im Ursprung ein gegenständlicher, in der Praxis oft mit Geld, oder die Entschädigung für den Verlust, wenn eine Wiederherstellung unmöglich ist. Im Kontext von Kulturgütern, bezeichnet Restitution die Rückgabe, beispielsweise von illegal ausgeführten und gehandelten Kulturgütern, und im Fall von NS-Raubkunst, die Rückgabe von verfolgungsbedingt entzogenen Kulturgütern.

## Restitutionen der Nachkriegszeit

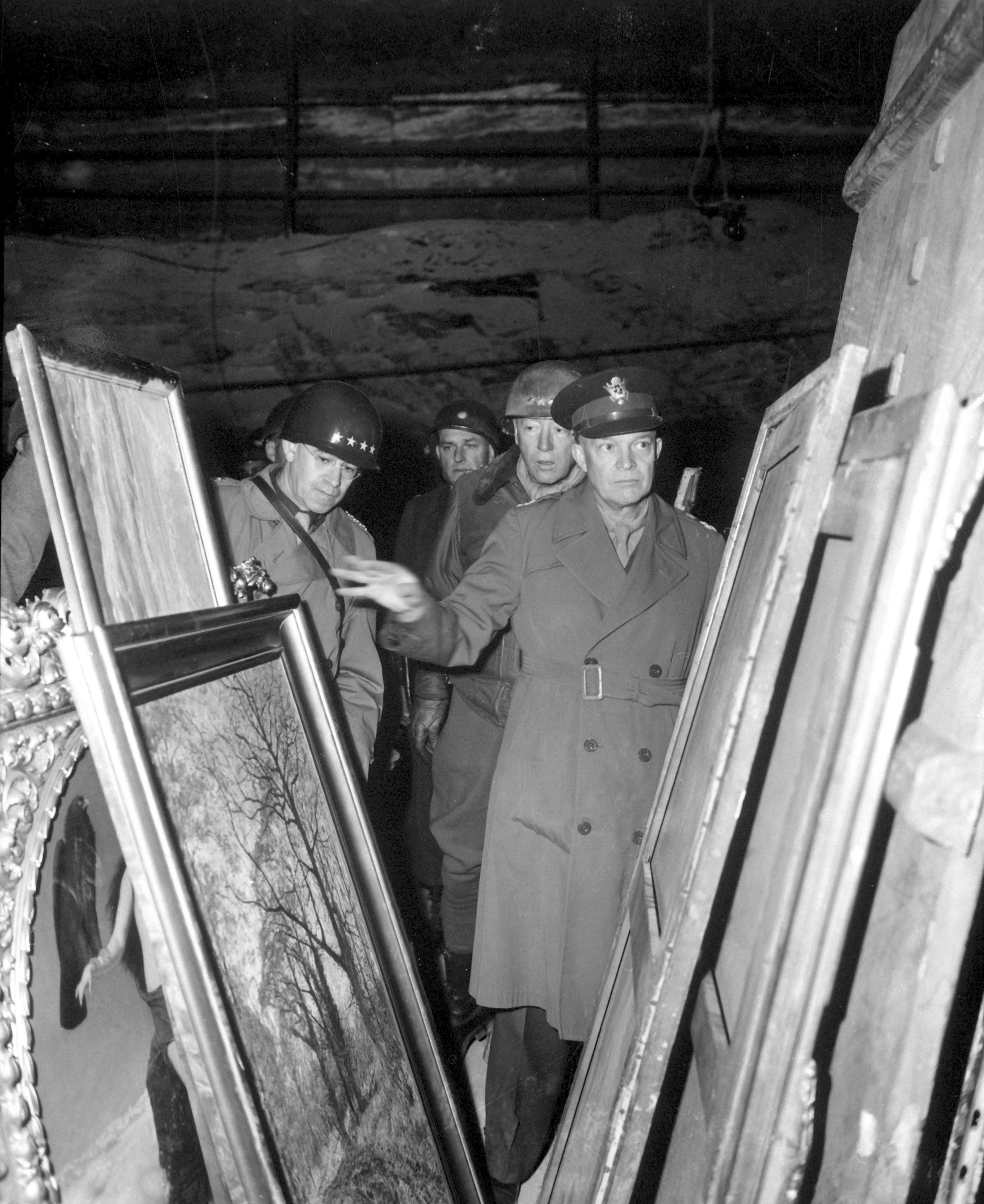
Dwight D. Eisenhower bei der Inspektion eines Depots am 12. April 1945

Mit Ende des Zweiten Weltkrieges fanden die alliierten Besatzungsmächte in Bezug auf die geraubten Kunst- und Kulturgüter eine schwer überschaubare Situation vor:
- Die Gemälde, die den Verfolgten innerhalb des Reichs geraubt oder abgekauft worden waren, befanden sich zum größten Teil in Privatbesitz, oftmals in den Sammlungen der NS-Größen oder regionaler Amtsinhaber. Einige Werke waren in Museumssammlungen gelangt, andere über den internationalen Kunsthandel verkauft worden. Für alle Fälle aber galt, dass ihre Herkunft nicht offensichtlich und kaum nachvollziehbar dokumentiert war und ihr Verbleib oftmals unbekannt blieb.
- Auch die aus den besetzten Gebieten geraubten Kunstwerke befanden sich teilweise in Privatsammlungen, insbesondere in den Sammlungen der nationalsozialistischen Führungselite. Ein großer Teil war in fast 1.500 Depots eingelagert worden, zum Teil gut dokumentiert. Ebenso waren größere Bestände von öffentlichen Sammlungen und Museen übernommen oder über den Kunsthandel, insbesondere in der Schweiz, verschoben worden. Da das gesamte Ausmaß des Raubs nicht bekannt ist, muss der größte Teil als verschollen gelten, insbesondere die Kunstschätze aus Osteuropa.[7]
- Während des Krieges waren viele öffentlichen und teils auch private Sammlungen ausgelagert worden, um sie vor Bombenschäden zu schützen. Diese Lager waren oft identisch mit den Depots der Raubkunst, so dass sich eine schwer überschaubare Gemengelage von tatsächlichem Eigentum und von Raubkunst sowohl aus dem eigenen Land wie aus den okkupierten Ländern ergab.
- Eine rechtliche wie politische Besonderheit stellen die umfangreichen Sammlungsbestände der Danziger, Breslauer und Berliner Museen sowie der Preußischen Staatsbibliothek dar, die im Verlauf des Krieges nach Hinterpommern und Niederschlesien ausgelagert wurden. Als nach dem Potsdamer Abkommen vom 2. August 1945 das ehemals deutsche Staatsgebiet östlich der Oder-Neiße-Linie unter sowjetische und polnische Verwaltung fiel, kamen diese umfangreichen Depots, in denen auch eine unbekannte Menge an Raubkunst eingelagert war, in polnisches Hoheitsgebiet.[8]

Die Probleme der Restitution wurden von Anbeginn durch den Kalten Krieg und die Grenzziehung zwischen Ost und West verschärft. Die aufgefundenen 5 Millionen Kulturgüter in den 1.500 Depots in Deutschland und Österreich verteilten sich auf 2,5 Millionen in der amerikanisch besetzten Zone, 2 Millionen in der sowjetischen Zone und 500.000 Objekte in den übrigen Gebieten.
Zwischen 1945 und 1950 restituierten die Amerikaner und Briten 2,5 Millionen Kulturgüter. Von 1944 bis 1947 überführten die Sowjets aus der von ihnen besetzten Zone 1,8 Millionen Kulturgüter in ihr eigenes Land, davon restituierten sie zwischen 1955 und 1958 an die DDR und andere Staaten des Warschauer Pakts etwa 1,5 bis 1,6 Millionen Güter. Einzelne Bestände wurden zwischen den Ost- und Westmächten gegebenenfalls ausgetauscht, so zum Beispiel in Thüringen einlagernde Kunstwerke, die aus Frankreich kamen, und in Baden-Württemberg aufgefundene Kunstschätze aus Polen. Da aber all diese Konvolute durchmischt waren mit Objekten verschiedener Herkunft, waren die Eigentumsverhältnisse oft kaum noch nachvollziehbar. Der nach wie vor in Russland verbliebene Bestand aus deutschem Eigentum ist Inhalt zahlreicher völkerrechtlicher Auseinandersetzungen und wird oft als Synonym für „Beutekunst“ angesehen.

### Innere und äußere Restitution
Der größte Teil der aufgefundenen Kunstwerke befand sich in Bayern und damit in der amerikanisch besetzten Zone. So waren es die Amerikaner, die die Grundsätze der Rückgaben prägten. Das Gefundene wurde zunächst in so genannten „Collecting Points“ gesammelt und vorsortiert. Aus den örtlichen Gegebenheiten ergab es sich, dass im ehemaligen Verwaltungsbau der NSDAP und im Führerbau am Königsplatz in München der bedeutendste Sammelpunkt für Raubkunst, der „Central Collecting Point“ entstand. Hier wurden aus den drei westlichen Zonen aus etwa 600 Auslagerungsdepots Kunstwerke eingeliefert, zentral erfasst und registriert, Herkunft und Eigentumsverhältnisse, soweit möglich, festgestellt und anschließend restituiert. Mit in diesen Bestand eingeflossen sind die Kunstwerke, die für das „Führermuseum“ in Linz vorgesehen waren und Werke aus der Sammlung Hermann Göring. Von August 1945 bis Mai 1951 konnten vom Münchener Collecting Point 250.000 der aufgefundenen Kunstwerke herausgegeben werden. Insgesamt wurden in dieser Zeit 463.000 Gemälde zurückgeführt. Bei der inneren Restitution, also bei den Rückgaben innerhalb Deutschlands, ging es vor allem um die Rückführung des tatsächlichen Eigentums an die Museen, soweit dieses von Raubkunst zu unterscheiden war. Mit der äußeren Restitution wurden Kunstwerke in die Länder zurückgeführt, aus denen sie geraubt worden waren. Es wurde ausschließlich treuhänderisch an Staaten restituiert; Privatpersonen konnten keine Ansprüche anmelden. Danach oblag es den jeweiligen Verwaltungen, die Werke an die ehemaligen Eigentümer zurückzugeben beziehungsweise über den weiteren Umgang zu entscheiden. In vielen Fällen haben die Regierungen der Staaten die Kunstwerke ungeachtet ihrer Herkunft in die eigenen Sammlungen aufgenommen, teilweise auch in späteren Jahren verkauft. Daraus sind bis zum heutigen Tage sehr verschiedene länderspezifische Probleme und Rechtssituationen entstanden.

### Rechtsentwicklung
Das Beschädigen, Zerstören und Rauben von Kulturgütern im Krieg, seit jeher in kriegerischen Auseinandersetzungen praktiziert, wurde erstmals durch die Haager Landkriegsordnung (HLKO) von 1907 geächtet. Die HLKO ist eine umfassende völkerrechtliche Vereinbarung zwischen den unterzeichnenden Staaten. Die deutsche Kriegsführung im Zweiten Weltkrieg zeigte deutlich die geringe Wirkung des Völkerrechts. Die Alliierten betonten in der Londoner Erklärung vom 5. Januar 1943, dass auf der Grundlage des Plünderungsverbots aus Artikel 56 HKLO „jede Übertragung und Veräußerung von Eigentum […] für nichtig erklärt werden wird“. Die gegenseitigen Rückgabeansprüche der Staaten basierten auf ebendieser Regelung.
Der Raub des Eigentums der Juden und als Juden Verfolgten wurde mit dem IMT-Statut (London Charter of the International Military Tribunal) von 1945 als Verbrechen gegen die Menschlichkeit im völkerrechtlichen Sinne bestimmt. Die Planmäßigkeit des nationalsozialistischen Kunstraubs zielte nicht nur auf die physische, sondern auch auf die ethnisch-kulturelle Vernichtung und sollte durch die eigene Ordnung ersetzt werden. „Die innere Gesinnung des Täters (mens rea), der die Ausrottung einer anderen ethnischen Gruppe in physischer wie aber auch kultureller Hinsicht anstrebt, bildet das Bindeglied zwischen der physischen Vernichtung und der an sich sonst nicht als so verwerflich anzusehenden Wegnahme von Eigentums- und Vermögenswerten. […] Aus diesem Grunde ist die Wegnahme von Kunstgegenständen, welche Eigentum eines Mitglieds einer ethnischen Gruppe ist, die im Ganzen vernichtet werden soll, als ein Verbrechen gegen die Menschlichkeit zu werten.“
Privatpersonen hatten in der Regel auf völkerrechtlicher Basis keinen direkten und unmittelbaren Anspruch gegenüber einem Staat. Die Rückgabegesetzgebung findet daher ihren Platz in den Regelungen öffentlich-rechtlicher Ansprüche, also die eines Anspruchsstellers gegenüber dem Staat, sowie in der Ausgestaltung der zivilrechtlichen Grundlagen, also dem Rechtsverhältnis der Bürger gegeneinander oder gegen juristische Personen.

#### Alliierte Gesetze
Nach dem Krieg wurden in Frankreich, den Niederlanden, Österreich und weiteren Ländern so genannte Nichtigkeitsgesetze erlassen, die – der Londoner Erklärung von 1943 entsprechend – grundsätzlich regelten, dass Rechtsgeschäfte, die verfolgte Personengruppen während der Besatzungszeit betrafen, unwirksam sind. In den drei westdeutschen Besatzungszonen hingegen wurde keine generelle Unwirksamkeitsregelung ausgesprochen. Die deutsche Verwaltungsbürokratie, insbesondere die personell unverändert besetzten Finanzbehörden, argumentierte, dass Vermögensverluste während der Verfolgung und Enteignung aufgrund von Gesetzen und Verordnungen formaljuristischen Bestand hätten und rechtswirksam abgeschlossen worden seien. Entgegen dieser Haltung wurden die Grundlagen der rechtlichen Rückerstattungsregeln durch die westlichen Alliierten geschaffen.
Das amerikanische Militärregierungsgesetz Nr. 59 vom 10. November 1947 regelte umfassend die Rückerstattung des aus rassischen, religiösen und politischen Gründen entzogenen Eigentums und prägte Rechtsgrundsätze, die bis heute, zum Beispiel bei der Umsetzung der Washingtoner Erklärung, herangezogen werden. Sie basieren auf der Grundlage der vorangestellten gesetzlichen Vermutung, dass jedes Rechtsgeschäft, das ein Verfolgter nach dem 30. Januar 1933 getätigt hat, ein verfolgungsbedingter Vermögensverlust ist, und enthielten damit eine Umkehr der bürgerlich-rechtlichen Beweislastregel. Nach dem Stichtag (15. September 1935 – Datum der Nürnberger Gesetze) konnten grundsätzlich alle Rechtsgeschäfte angefochten werden, da eine Zwangslage der Veräußerers angenommen werden konnte.
Im öffentlichen Recht, also gegenüber dem Staat, konnten Anträge auf Wiedergutmachung gestellt werden. Dazu galt in den westlichen alliierten Zonen jeweils eine Anmeldefrist von zwölf Monaten ab Inkrafttreten des Gesetzes. Sie fand vor allem bei immobilen Vermögenswerten Anwendung, konnte aber schon allein wegen ihrer kurzgefassten, begrenzten Zeit von vielen Geschädigten nicht in Anspruch genommen werden. Für die Rückerstattung von Kunstwerken waren die Regelungen weitgehend bedeutungslos, da in den wenigsten Fällen bekannt war, wo sich die Gemälde und anderen Werke befanden. In der sowjetischen Zone gab es keine entsprechenden Rückerstattungsregeln; es gab lediglich einzelne Rückgaben auf Betreiben von Betroffenen.
In den Fällen des „Eigentumsverlustes durch Verkauf“ gilt, dass als Raub nicht nur die Wegnahme, sondern auch die Weggabe zu verstehen ist, da unter dem Druck der Verfolgung, durch diskriminierende Steuererhebungen, Berufsverbote und Vermögensentzug, die Menschen gezwungen waren, ihre Habe zu verkaufen, um Lebensunterhalt oder Emigration unter den sich stetig verschlechternden Bedingungen zu finanzieren. Im Streitfall musste also der neue Besitzer eines zuvor im jüdischen Eigentum stehenden Guts belegen,
- dass ein angemessener Kaufpreis, dem Verkehrswert entsprechend, vereinbart war,
- dass der Kaufpreis in die freie Verfügung des verfolgten Verkäufers gelangt war
- und für den Fall, dass das Rechtsgeschäft nach dem 15. September 1935, der Verkündung der Nürnberger Rassegesetze abgeschlossen wurde: dass es auch ohne die Herrschaft des Nationalsozialismus zustande gekommen wäre.

Diese Verfahrensgrundsätze trugen dem Umstand Rechnung, dass die von den Nationalsozialisten Verfolgten in der Regel während ihrer Verfolgung alle relevanten Beweise verloren hatten.

#### Anwendung der Radbruchschen Formel
Mit vielfältigen gesetzlichen Verordnungen und Regelungen legitimierten die Nationalsozialisten während ihrer Herrschaft die Beschlagnahmen und Enteignungen, den „Eigentumsverlust durch staatlich-hoheitliches Handeln“. Durch den Kontrollrat der Alliierten wurden von 1945 bis 1947 zahlreiche Gesetze aufgehoben, so mit dem Kontrollratsgesetz Nr. 1 vom 20. September 1945: das Reichsbürgergesetz, die Verordnung über die Anmeldung des Vermögens von Juden, das Gesetz zur Wiederherstellung des Berufsbeamtentums, das Gesetz über die Zulassung zur Rechtsanwaltschaft und einige weitere. Doch die bloße Aufhebung der Gesetze war in vielen Fällen nicht ausreichend. In der rechtstheoretischen Auseinandersetzung wurde von dem Rechtsphilosophen Gustav Radbruch 1946 die These geprägt, dass zwischen dem positiven Recht und der Gerechtigkeit immer dann und nur dann gegen das Gesetz und für die materielle Gerechtigkeit zu entscheiden sei, wenn das fragliche Gesetz entweder als „unerträglich ungerecht“ anzusehen ist oder das Gesetz die im Begriff des Rechts grundsätzlich angelegte Gleichheit aller Menschen aus Sicht des Interpreten „bewusst verleugnet“. Aus dieser so genannten Radbruchschen Formel haben sich für die rechtliche Geltung der nationalsozialistischen Gesetze drei Einordnungsschemen entwickelt:
- In die erste Gruppe gehören Gesetze, die auch dann angewandt werden müssen, wenn sie ungerecht sind: Das gilt für die Gesetze, die nach 1945 zwar aufgehoben wurden, aber die für den Zeitraum ihres Bestehens gültig bleiben.
- Die zweite Gruppe sind „unerträglich“ ungerechte Gesetze: Sie müssen der Gerechtigkeit weichen, werden also rückwirkend als nichtig erklärt.
- Im dritten Fall werden Gesetze benannt, die nicht einmal das Ziel verfolgen, gerecht zu sein. Diese Gesetze sind kein Recht. Sie werden so gestellt, als hätte es sie niemals gegeben.

Bezogen auf die Rückerstattung von geraubten jüdischen Eigentum war es bedeutend, dass bestimmte Gesetze als nichtig erklärt wurden. Doch erst am 14. Februar 1968 urteilte das Bundesverfassungsgericht, dass mit der „11. Verordnung zum Reichsbürgergesetz vom 25. November 1941“ der Widerspruch zur Gerechtigkeit ein so unerträgliches Maß erreicht hat, dass sie von Anfang an als nichtig angesehen werden muss. Damit waren zumindest in der Rechtsprechung die Beschlagnahmen des Hab und Guts der Verfolgten anlässlich der Deportationen als unerträglich ungerecht verurteilt worden.

#### Keine Restitution von „Entarteter“ Kunst

Paul Klee: Sumpflegende
1919 von Sophie Lissitzky-Küppers erworben, 1937 im Provinzialmuseum Hannover als „Entartete Kunst“ beschlagnahmt, heute im Besitz des Lenbachhauses München. Eine Restitution wurde abgelehnt.

Von den 20.000 Kunstwerken, die 1937 im Zuge der Aktion „Entartete Kunst“ beschlagnahmt wurden, war der überwiegende Teil zuvor im Besitz der betroffenen Museen und damit das Eigentum der „Öffentlichen Hand“. Das 1938 erlassene Gesetz über Einziehung von Erzeugnissen entarteter Kunst (Einziehungsgesetz) wurde nicht vom Kontrollrat aufgehoben, sondern bestand bis 1968 und trat erst infolge der Nichtaufnahme in die Sammlung des Bundesgesetzblatts außer Kraft. Die rechtliche Argumentation für die Beibehaltung des bestehenden Zustands lief darauf hinaus, dass das Deutsche Reich Eigentümer der Kunstwerke war und diese gemäß der Eigentümerrechte auch verkaufen konnte; die Verkaufsgeschäfte behielten somit ihre Gültigkeit. Im September 1948 folgte der Denkmal- und Museumsrat Nordwestdeutschlands dieser Auffassung und beschloss, um den Rechtsfrieden zu wahren, keine Rückforderungen zu stellen. Allerdings gilt der größte Teil der beschlagnahmten Kunstwerke als verschollen, prominentes Beispiel ist Franz Marcs Der Turm der blauen Pferde.
Anders gelagert ist jedoch die Bewertung der aus Privatbesitz stammenden Gemälde, die 1937 als „Entartete Kunst“ beschlagnahmt worden waren, wie die 13 Bilder der Kunsthistorikerin Sophie Lissitzky-Küppers, die diese dem Provinzialmuseum Hannover als Leihgaben anvertraut hatte, oder die Sammlung der Witwe Frieda Döring, die dem Städtischen Kunstmuseum Stettin überlassen war. Die Erben von Frieda Döring klagten nach dem Krieg auf der Grundlage der alliierten Rückerstattungsanordnung auf Rückgabe beziehungsweise Entschädigung. Die Klage wurde 1965 und 1967 von den Rückerstattungsgerichten abgewiesen, da in der damaligen Rechtsprechung die Meinung vorherrschte, die entschädigungslose Enteignung der Bilder sei kein Unrecht, das nach den Rückerstattungsgrundsätzen zum verfolgungsbedingten Verlust zu beurteilen sei, da die Sammlerin selbst nicht verfolgt worden war. Die Beschlagnahme der Kunstwerke aus dem Eigentum der Frieda Döring sei aufgrund einer allgemeinen weltanschaulichen Kampagne des NS-Regimes erfolgt und stünde in keinem unmittelbaren Zusammenhang mit ihrer Person.
Im rechtlichen Diskurs der Folgejahre wurde diese Auffassung hinterfragt und von vielen Juristen die Anwendung der Radbruchschen Formel und die Erklärung der Nichtigkeit des Einziehungsgesetzes vorgeschlagen, da dieses Gesetz eine politisch-weltanschauliche Diffamierungskampagne festschrieb, die die seelische Vernichtung der Künstler zum Ziel hatte.
Im Verfahren des Erben Sophie Lissitzky-Küppers gegen das Lenbachhaus in München auf Herausgabe des Gemäldes von Paul Klee Sumpflegende kam es zu einer Bestätigung dieser Auffassung. Mit der Entscheidung vom 8. Dezember 1993 urteilte das Landgericht München, dass das Einziehungsgesetz zumindest für die aus Privatbesitz stammenden Kunstwerke als nichtig anzusehen ist. Die Klage wurde dennoch abgewiesen und das Bild nicht restituiert, da das Gericht entschied, dass die absolute Verjährungsfrist von dreißig Jahren abgelaufen war, ungeachtet der Tatsache, dass Sophie Lissitzky-Küppers die Sowjetunion nicht verlassen konnte.

#### Gesetze der Bundesrepublik Deutschland
Die Alliierten legten 1952 mit dem Überleitungsvertrag die Restitutionen in deutsche Verantwortung unter den Vorgaben, dass sich die Bundesrepublik Deutschland verpflichtete, diejenigen Personen, die aus rassischen, politischen oder religiösen Gründen verfolgt worden waren, wirksam zu entschädigen. Im Rahmen der daraus folgenden Wiedergutmachungspolitik wurden eine Reihe von Gesetzen erlassen, die die Rückgaben von Eigentum und die Entschädigung der Verfolgten behandelte:
- Mit dem Luxemburger Abkommen von 1952 verpflichtete sich die Bundesrepublik, Entschädigungsgesetze zu schaffen und insgesamt 3,5 Milliarden DM als globale Erstattung für Verfolgung, Sklavenarbeit und geraubtes jüdisches Eigentum an Israel und die Jewish Claims Conference (JCC) zu leisten. Diese Mittel sollten unter anderem zur Eingliederung der nach Israel ausgewanderten mittellosen, vor allem osteuropäischen Juden eingesetzt werden.
- Das Bundesergänzungsgesetz zur Entschädigung für Opfer der nationalsozialistischen Verfolgung (BergG) von 1953 sah die Entschädigung der an Leben, Körper und Gesundheit, Freiheit, Eigentum und Vermögen erlittenen Einbußen vor. Es bezog auch die während der NS-Zeit erlittenen Abgabeschäden z. B. durch die Reichsfluchtsteuer oder die Judenvermögensabgabe mit ein. Antragsberechtigt waren deutsche Staatsangehörige, die ihren Wohnsitz in Westdeutschland haben mussten.
- Das Bundesentschädigungsgesetz (BEG) von 1956 erweiterte den Kreis der Personen, die als Verfolgte angesehen wurden, und umfasste weitere Tatbestände, schloss allerdings Ansprüche von Personen mit Wohnsitz im Ausland weiterhin aus. Sowjetische Kriegsgefangene, Zwangsarbeiter, Kommunisten, Roma, Jenische, Euthanasieopfer, Zwangssterilisierte, „Asoziale“ und Homosexuelle blieben unberücksichtigt.
- Mit dem Bundesrückerstattungsgesetz (BRüG) von 1957 verpflichtete sich die BRD, Schadenersatz für entzogene und nicht mehr auffindbare Vermögenswerte zu leisten, mit der Voraussetzung, dass diese Gegenstände auf das Gebiet der BRD gelangt waren. Es bezog somit ausdrücklich die Rückerstattung des Vermögens ein, das in West- und Osteuropa geraubt worden war, wenn der Nachweis erbracht werden konnte, dass das Raubgut nach Westdeutschland verschleppt wurde. Die Frist zur Anmeldung der Ansprüche nach diesem Gesetz endete am 31. März 1959.
- Das BEG–Schlußgesetz von 1965 sollte ausdrücklich die „nationale Ehre“ wiederherstellen und einen „würdigen Schlussstrich“ setzen, es enthielt zahlreiche Verbesserungen, Verlängerungen von Fristen und Ausnahmen für Härtefälle. Abschließend wurde damit festgelegt, dass nach dem 31. Dezember 1969 keine Anträge mehr eingereicht werden konnten.

In der DDR fanden fast keine Rückerstattungen statt, da nach der damaligen Geschichtsschreibung „die faschistische Machtübernahme durch die Monopolkapitalisten verursacht und die Arbeiterklasse missbraucht“ worden war und nun nicht zur Verantwortung zu ziehen sei. Dementsprechend gab es auch keine gesetzliche Regelung.

### Verjährung der Ansprüche
Sowohl die alliierten Maßnahmen wie auch die Restitutionen der Bundesrepublik Deutschland in den 1950er und 1960er Jahren werden – insbesondere bezogen auf den nationalsozialistischen Kulturgutraub – als unzureichend angesehen. In der Praxis wurden in der Nachkriegszeit nur wenige Kunstwerke „im Innern“ restituiert. Die Rückerstattungsgesetze mit ihren knappen Fristen griffen zu kurz. Auch lebten von den ehemaligen Eigentümern nur wenige noch in Deutschland. Viele waren ermordet worden, die Überlebenden emigriert, Familien auseinandergerissen, durch Flucht, Deportation und Kriegseinwirkung waren meist auch keine Belege über das ehemals vorhandene Eigentum mehr greifbar. Das Problem war zudem, dass der Verbleib vieler Kunstwerke nicht bekannt war – und oft bis heute nicht bekannt ist. Auch Uneinsichtigkeit, fehlendes Schuldbewusstsein und der Unwille der neuen Besitzer das geraubte Gut zurückzugeben, spielten eine nicht unerhebliche Rolle.
Überaus deutlich wird dies im Fall der Witwe Elisabeth Gotthilf, deren Gemälde von Leopold von Kalckreuth „Die drei Lebensalter“ im März 1938 bei der Beschlagnahme ihrer Wohnung in Wien als jüdisches Umzugsgut „verwertet“ wurde. 1941 gelangte das Bild mit unbekannter Provenienz an die Bayerischen Staatsgemäldesammlungen und wurde dort zunächst kriegsbedingt, später wegen mangelnder Ausstellungsfläche im Depot gelagert. Elisabeth Gotthilf suchte nach dem Krieg erfolglos nach ihrem verlorenen Gemälde; erst 1970 konnte es die Familie in München ausfindig machen. Ihr Rückgabeantrag wurde abgelehnt mit dem Hinweis, dass alle Fristen für die Anmeldung des Anspruchs abgelaufen seien.
Ab Ende der 1960er Jahre war man bestrebt, einen Schlussstrich unter das Thema zu ziehen, wie es mit dem BEG-Schlussgesetz deutlich zum Ausdruck kam. Spätestens nach Ablauf der dreißigjährigen Verjährungsfrist nach dem Bürgerlichen Gesetzbuch galt die Rückerstattung jüdischen Eigentums als abgeschlossenes Thema.

## Restitutionen nach 1990
Mit der deutschen Wiedervereinigung 1990 änderte sich die Situation. In der öffentlichen Diskussion, erwachsen aus der Forderung nach Rückerstattungen von sozialisiertem Eigentum, entstand eine neue Debatte um den zuvor nur noch wenig beachteten Raub des Eigentums der Verfolgten und Ermordeten im Nationalsozialismus. Zum 29. September 1990 wurde durch das noch bestehende DDR-Parlament das Vermögensgesetz erlassen mit dem Ziel, die Eigentumsverluste seit 1945 rückgängig zu machen. Auf Druck jüdischer Organisationen ergänzte man dieses Gesetz dahingehend, dass auch Eigentumsverluste aus rassischen, politischen, religiösen oder weltanschaulichen Gründen in der Zeit zwischen 1933 und 1945 in die Restitution mit einzubeziehen waren. Damit sollten die im Rahmen der Zwei-plus-Vier-Verhandlungen im September 1990 von Deutschland übernommenen Wiedergutmachungsverpflichtungen des alliierten Rückerstattungsrechts erfüllt werden.

### Weg zur Washingtoner Erklärung
Mit dem Bekanntwerden der Deponierung von Versicherungsguthaben und Raubgold aus ehemals jüdischem Besitz in Schweizer Banken bekam die Diskussion auf internationaler Ebene weitere Brisanz. Als am 1. Januar 1998 bei einer großen Retrospektive-Ausstellung im Museum of Modern Art (MoMA) New York zwei Gemälde von Egon Schiele, beides Leihgaben des Leopold Museums in Wien, im Auftrag der Erben ehemaliger jüdischer Eigentümer beschlagnahmt wurden, lenkte dies die öffentliche Aufmerksamkeit auf das Thema der nicht vollzogenen Restitution von NS-Raubkunst.

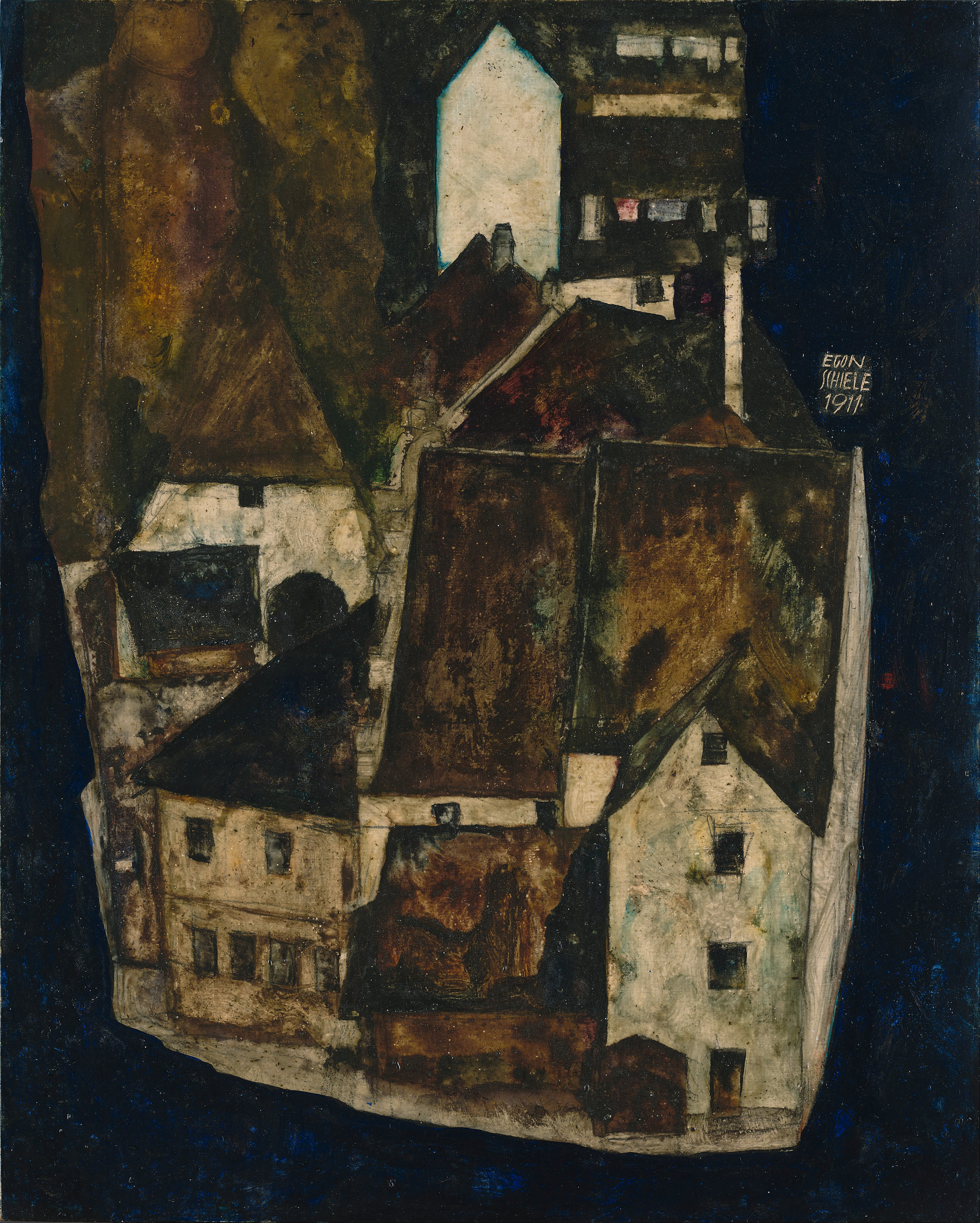
Egon Schiele: Tote Stadt III 1911, Sammlung Fritz Grünbaum, Wien, 1938 verschollen, heute Sammlung Leopold Wien, nicht restituiert

Das erste betroffene Gemälde, Schieles Tote Stadt III aus dem Jahr 1911, stammte aus der Sammlung des im KZ Dachau an Tuberkulose verstorbenen Wiener Kabarettisten Fritz Grünbaum. Vermutlich nahm die Schwester seiner ebenfalls ermordeten Frau das Bild 1938 auf ihrer Flucht mit in die Schweiz und veräußerte es dort. Über weitere Verkaufsstationen gelangte es 1960 in den Besitz des Wiener Kunstsammlers Rudolf Leopold, nach dessen Stiftung es seit 2001 zum Bestand des Museums gehört. Vor Beendigung der Ausstellung hatten nun die in den USA lebenden Erben Fritz Grünbaums nach amerikanischem Recht die Herausgabe verlangt. Im Mai 1998 wurde die Beschlagnahme-Anordnung wieder aufgehoben, da das Bild unter „freiem Geleit“ nach dem Arts and Cultural Affairs Law (Gesetz über Kunst- und Kulturangelegenheiten) nach New York gekommen war und es so auch konsequent zurückzuschicken sei. Es befindet sich seither wieder in Wien.
Bei dem zweiten Gemälde handelt es sich um Egon Schieles „Bildnis Valerie Neuzil“ („Wally“) aus dem Jahr 1912. Es gehörte ab 1925 in die Privatsammlung der Wiener Galeristin Lea Bondi-Jaray, bis es 1938 „arisiert“ worden war. Ihr Rückgabeersuchen ist vor ihrem Tod 1968 nicht beschieden worden. Ihre Erben beantragten während der Ausstellung im MoMA die Herausgabe des Kunstwerks. Wie im Fall Grünberg wurde im Mai 1998 die Beschlagnahme unter Hinweis auf das „Arts and Cultural Affairs Law“ wieder aufgehoben, doch blieb es auf der Grundlage des „National Stolen Property Act“ (Sicherstellung von gestohlenem Eigentum) in gerichtlicher Verwahrung. Im Juli 2010 kam es zu einer außergerichtlichen Einigung. Gegen eine Entschädigungszahlung in Höhe von 19 Millionen Dollar an die Erben wurde das Gemälde von der Leopold-Museum Privatstiftung restituiert und wieder in die Sammlung aufgenommen.
Diese spektakulären Prozesse mit grenzübergreifender Wirkung sensibilisierten das internationale Kunstwesen, sowohl die Museen wie den Kunsthandel. Mehr als 50 Jahre nach Kriegsende wurde deutlich, dass das Problem der NS-Raubkunst nicht gelöst war und ein erheblicher Handlungsbedarf bestand. Im Dezember 1998 wurde auf der „Washington Conference on Holocaust-Era Assets“ (Washingtoner Konferenz über Vermögenswerte aus der Zeit des Holocaust), an der 44 Staaten, zwölf nicht-staatliche Organisationen, insbesondere jüdische Opferverbände, sowie der Vatikan teilnahmen, die so genannte „Washingtoner Erklärung“ formuliert. Die Schlusserklärung wurde von den Teilnehmenden mit Beifall aufgenommen. Darin sollen Kunstwerke, die während der Zeit des Nationalsozialismus beschlagnahmt wurden, ausfindig gemacht, die rechtmäßigen Eigentümer oder deren Erben gefunden und rasch die notwendigen Schritte unternommen werden, um zu fairen und gerechten Lösungen zu gelangen.
Die Erklärung enthält weder eine rechtlich bindende Verpflichtung noch begründet sie Individualrückgabeansprüche von Betroffenen, dennoch stellt sie eine Generalregelung dar, die in vielen der teilnehmenden Staaten durch rechtliche Regelungen ausgestaltet wurde und zu erheblichen Konsequenzen sowie Aufsehen erregenden Restitutionen führte.

### Maßnahmen in Deutschland
Auch Deutschland hat durch die Washingtoner Erklärung die Selbstverpflichtung übernommen, die staatlichen Museumsbestände nach NS-verfolgungsbedingt entzogenen Kulturgütern zu überprüfen und aufgefundene Kunstwerke an die rechtmäßigen Eigentümer zurückzugeben. Am 14. Dezember 1999 wurde in diesem Sinne eine „Gemeinsame Erklärung der Bundesregierung, der Länder und der kommunalen Spitzenverbände zur Auffindung und Rückgabe NS-verfolgungsbedingt entzogenen Kulturgutes, insbesondere aus jüdischem Besitz“ (Gemeinsame Erklärung) abgegeben. Es ist daraus jedoch kein individueller, einklagbarer Rückgabeanspruch abzuleiten, wie er in den alliierten Rückerstattungsgesetzen, dem BRüG, dem BEG und dem VermG bestand beziehungsweise besteht. Vielmehr sollte den Museen eine Richtlinie zur Handhabe und zum Umgang mit in den Beständen vermuteter NS-Raubkunst gegeben werden. In der Praxis heißt dies, dass Rückgabeverlangen auf den Grundlagen der alliierten Gesetzgebung geprüft werden und die bereits verjährten Fristen außer Acht gelassen werden können. Es handelt sich dabei um eine freiwillige, moralische Selbstverpflichtung, nicht um eine verbindliche rechtliche Regelung. Sie gilt für die öffentlichen Einrichtungen; auf private Sammlungen, Kunsthandlungen und Auktionshäuser ist diese Rechtsbildung nicht anzuwenden, auch wenn sich einige private Institutionen ausdrücklich zu den Washingtoner Prinzipien erklärt haben. In den letzten Jahren gab es einige Bestrebungen, die Einrede der Verjährung im Bürgerlichen Gesetzbuch in bestimmten Fällen auszuschließen, um so auch gegen Privatpersonen Ansprüche auf jüdischen Eigentümer verfolgungsbedingt entzogene Kunstwerke erfolgreich geltend machen zu können.

#### Provenienzforschung
Insbesondere die Provenienzforschung, also die Erforschung der Geschichte und Herkunft eines Kunstwerks, wurde in Folge zum arbeitsintensiven zentralen Forschungsfeld der Museumsarbeit, denn alle Kunstwerke, die vor 1945 entstanden sind und nach 1933 angekauft oder übernommen wurden, können theoretisch aus Raubkunstbeständen stammen – also auch Objekte, die erst lange nach dem Ende des Dritten Reiches in ein Museum kamen. Zur Unterstützung dieser fast unüberschaubaren Aufgabe haben Bund und Länder in Magdeburg als zentrale öffentliche Einrichtung die Koordinierungsstelle für Kulturgutverluste eingerichtet. Diese Stelle hat hauptsächlich die Aufgabe, Such- und Fundmeldungen von Kulturgütern zu sammeln. Die Kommunikationsmöglichkeiten des Internets nutzend, wurde für diesen Zweck im Jahr 2000 die weltweit frei zugängliche Internet-Datenbank „Lost Art Register“ eingerichtet. Hier werden internationale Such- und Fundmeldungen sowohl zu NS-verfolgungsbedingt entzogenen wie auch andere im Zusammenhang mit dem Zweiten Weltkrieg verbrachten Kulturgütern dokumentiert. Ziel der Arbeit der Koordinierungsstelle ist die Identifizierungen der tatsächlichen Eigentümer, um so den Forschungsauftrag an die öffentlichen Sammlungen zu unterstützen. Die Koordinierungsstelle hat nicht die Aufgabe, eigenständige Provenienzrecherchen vorzunehmen oder in Rückgabeverhandlungen einzuwirken.
Eine Bilanz im Oktober 2008 ergab, dass bis zu diesem Zeitpunkt 6.630 Objekte aus 70 Einrichtungen als aufgefundene mögliche Raubkunst gemeldet wurden. Bis zum gleichen Datum sind etwa 4.000 Kunstwerke als „gesucht“ eingegeben worden.
Am 28. März 2007 fand im Kulturausschuss des Bundestags eine Anhörung unter dem Titel Rückgabe von NS-Raubkunst mit Juristen, Historikern und Museumsvertretern statt. Deutlich wurde, dass für die geforderte Intensivierung der Provenienzforschung auch größere finanzielle Mittel zur Verfügung stehen müssen. Bei der Anhörung wurde von einigen Experten der Vorschlag gemacht, eine zentrale Anlaufstelle beim Deutschen Museumsbund anzusiedeln, bei der Finanzmittel beantragt werden können und bei der die Forschungsergebnisse zusammenlaufen. 2008 nahm diese Arbeitsstelle für Provenienzforschung am Institut für Museumsforschung der Staatlichen Museen zu Berlin – Stiftung Preußischer Kulturbesitz ihre Arbeit auf. Sie hat die Aufgabe, Museen, Bibliotheken, Archive und andere öffentlich unterhaltene Kulturgut bewahrende Einrichtungen in der Bundesrepublik Deutschland bei der Provenienzrecherche vor allem materiell zu unterstützen. Es wurde dazu ein Etat in Höhe von jährlich einer Million Euro zur Verfügung gestellt, der 2012 auf zwei Millionen Euro erhöht wurde.
Gegenwärtig ist eine zunehmende Bereitschaft von Seiten der Museen festzustellen, sich ihrer eigenen historischen Verantwortung zu stellen und eigeninitiativ Provenienzrecherchen in die Wege zu leiten. Vorbildlich wird die Provenienzforschung der Stiftung Preußischer Kulturbesitz in Berlin, der Hamburger Kunsthalle und der Bayerischen Staatsgemäldesammlungen bezeichnet. In diesen Museen wurden Stellen eingerichtet und mit Kunsthistorikern besetzt, die sich ausschließlich der Erforschung der Herkunft der Museumsexponate widmen. Problematisch bleibt die Situation jedoch in vielen kleineren und kleinsten Museen, die etwa von Städten oder Landkreisen getragen werden und weder über entsprechenden personellen noch finanziellen Ressourcen verfügen.
Eine weitere nach der Washingtoner Erklärung eingerichtete Institution ist die Beratende Kommission im Zusammenhang mit der Rückgabe NS-verfolgungsbedingt entzogenen Kulturguts, insbesondere aus jüdischem Besitz, auch Limbach-Kommission genannt. Sie konstituierte sich am 14. Juli 2003 unter der Leitung der Koordinierungsstelle Magdeburg und dient der Klärung von Streitfällen in Rückgabesachen.
An der Ausgestaltung der Beratenden Kommission gibt es anhaltende Kritik. So seien seit ihrer Gründung lediglich 24 Fälle entschieden worden. Im Oktober 2024 haben sich Bund, Länder und kommunale Spitzenvertreter auf eine Reform geeinigt: Zukünftig soll ein Schiedsgericht verbindlich darüber entscheiden, welche Kunstwerke restituiert werden. Das Schiedsgericht setzt sich aus Richtern zusammen, die von Vertretern der öffentlichen Seite, dem Zentralrat der Juden oder der Jewish Claims Conference ausgewählt werden. Das Schiedsgericht wird auch dann tätig, wenn nur die jeweiligen Nachfahren der Betroffenen dies verlangen ("einseitige Anrufbarkeit").

#### Provenienzdokumentation
Seit dem 1. Januar 2006 wird der Restbestand aus dem „Central Collecting Point München“ durch das Bundesamt für zentrale Dienste und offene Vermögensfragen (BADV) erneut systematisch untersucht. Dieser Bestand, im Mai 1952 an eine Treuhandgesellschaft des Auswärtigen Amtes übergeben, befindet sich heute im Ressortvermögen der Bundesfinanzverwaltung. Er umfasste im Mai 2008 noch etwa 2.300 Gemälde, Grafiken, Skulpturen, kunstgewerbliche Gegenstände und zusätzlich 10.000 Münzen und Bücher. In den 1960er Jahren war ein Großteil davon als Dauerleihgaben in etwa einhundert Museen gegeben worden. Erfolge erhofft man sich durch besser zugängliche Quellen, als sie den Provenienzforschern der Nachkriegszeit zur Verfügung standen, ebenso wie durch die Möglichkeiten des Internets. Eine Auswahl der bisherigen Forschungsergebnisse wurde in einer der Datenbank „Provenienzdokumentation“ veröffentlicht. Sie soll in erster Linie „die Ernsthaftigkeit der Bemühungen des deutschen Staates auf dem Feld der Wiedergutmachung nationalsozialistischen Unrechts“ verdeutlichen. Bis zum Mai 2008 war die Rückgabe für 36 recherchierte Werke geplant oder bereits vollzogen.
Nach Recherchen zu NS-Raubgut in den Sammlungen der Stadt Nürnberg, konnte bei einigen Büchern, Gemälden und Grafiken die Provenienzen geklärt und dabei ein NS-verfolgungsbedingter Entzug festgestellt beziehungsweise vermutet werden. Die Objekte sind auf der Homepage des Stadtarchivs aufgelistet und somit öffentlich einsehbar.

#### Rückgabefälle

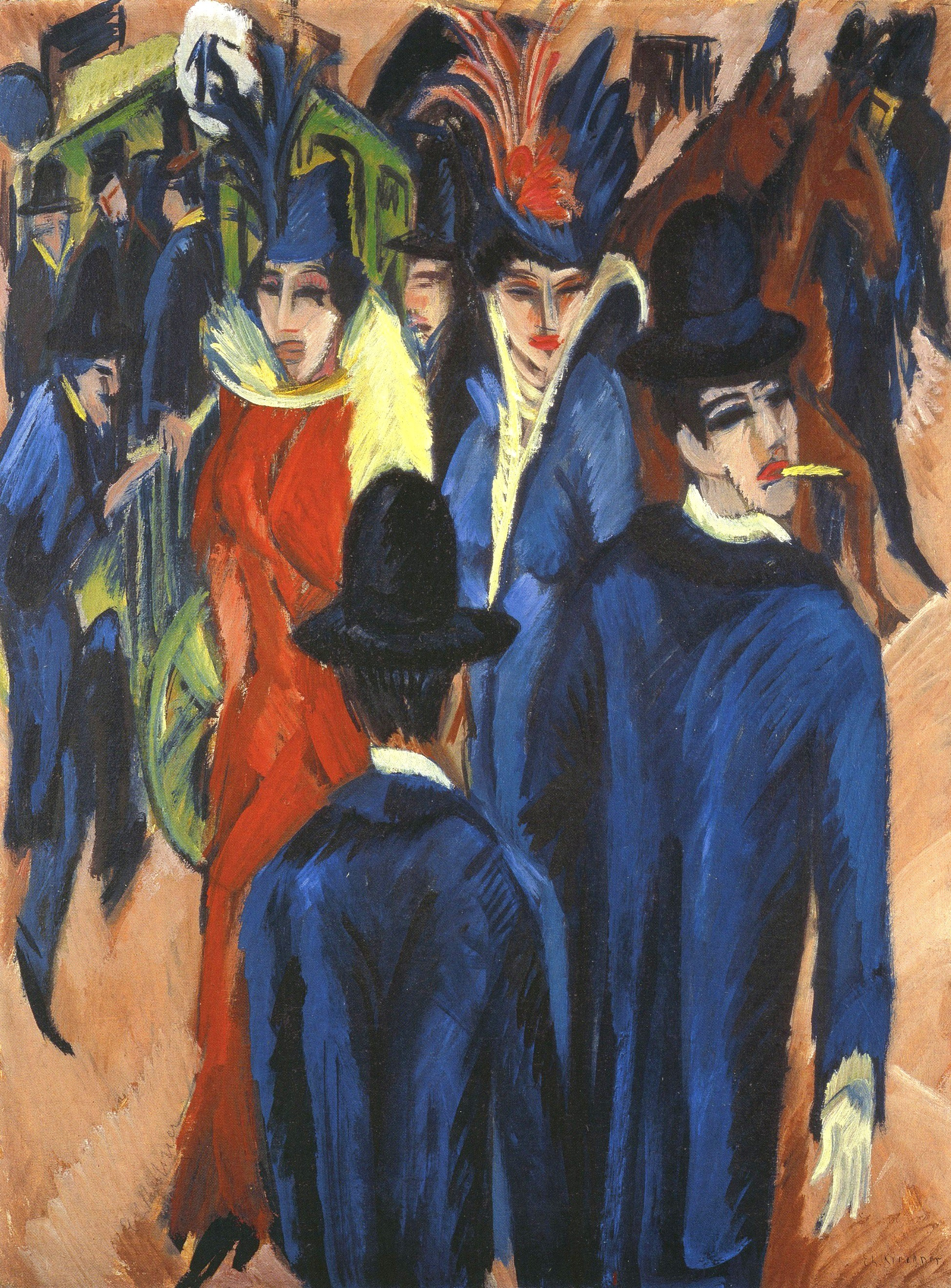
Ernst Ludwig Kirchner: Berliner Straßenszene 1913, bis 1936 Sammlung Alfred & Thekla Hess, ab 1980 Brücke-Museum Berlin, 2006 restituiert

Im Dezember 2008 zog ein anlässlich des 10. Jahrestages der Washingtoner Erklärung einberufenes Symposium eine vorläufige Bilanz. Danach ist es zwar gelungen, dass dem Thema sowohl öffentlich wie in der Fachwelt eine verstärkte Bedeutung zugemessen wird, aber am Umfang gemessen gab es wenig Ergebnisse bei der Suche und Rückgabe von NS-Raubkunst. Da viele Fälle nicht-öffentlich verhandelt und abgeschlossen werden, kann die Koordinierungsstelle in Magdeburg keine konkreten Zahlen nennen.
In der Öffentlichkeit sind es die spektakulären Fälle, die das Thema bestimmen. Herausragendes Beispiel ist die heute mit Causa Kirchner bezeichnete Rückgabe des Gemäldes von Ernst Ludwig Kirchner: Berliner Straßenszene. Im August 2006 wurde bekannt, dass der Berliner Senat das Bild an Anita Halpin, die Erbin des vormaligen jüdischen Eigentümers Alfred Hess, gemäß der Washingtoner Erklärung restituieren werde. Der Fall löste heftige Diskussionen und Rechtsstreitigkeiten aus und verdeutlichte sowohl in der Politik wie in den Medien, die bestehende Rechtsunsicherheit, die die juristisch unverbindlichen aber moralisch verpflichtenden Grundsätze auslösen können.
362 Gemälde, Grafiken, Kunsthandwerk, Bücher und Musikinstrumente konnten 2019 durch die Arbeit des Forschungsverbundes Provenienzforschung Bayern (FPB) restituiert werden.

### Raub von Kulturgütern in öffentlichen Bibliotheken
Während der Rückgabe von Kunstwerken eine vergleichsweise große öffentliche Aufmerksamkeit zukommt, ist wenig über den weiteren staatlich organisierten Raub von anderem Kulturgut bekannt. Das Washingtoner Abkommen betrifft jedoch Kulturgüter in einem umfassenderen Sinn. In vielen deutschen Bibliotheken wird heute nach diesen unrechtmäßigen Erwerbungen mehr oder weniger intensiv recherchiert. So befinden sich zum Beispiel in der Berliner Stadtbibliothek bis heute größere Mengen an Büchern aus ehemals jüdischem Eigentum. Einen ersten Hinweis lieferte eine Quittung über 45.000 Reichsmark aus dem Jahr 1943. Die Stadtbibliothek hatte damit 45.000 Bücher von der städtischen Pfandleihanstalt gekauft, die aus Wohnungen deportierter Juden stammten. In einem Briefwechsel zwischen der Pfandleihanstalt, dem Stadtkämmerer und der Bibliotheksführung wird damit argumentiert, dass die Bücher nicht unentgeltlich an die Bibliothek abgegeben werden könnten, weil der Verkaufserlös „allen mit der Lösung der Judenfrage in Zusammenhang stehenden Zwecke“ dienen solle (sprich: den Massenmord der Opfer finanzieren). Der Erwerb der einzelnen Bücher lässt sich zum Teil in den Zugangsbüchern der Stadtbibliothek nachverfolgen, in denen i. d. R. jeder erworbene Band mit Titel und Zugangsnummer aufgenommen wird. Darunter gibt es einen Nachweisband J 1944–1945 mit 1.920 aufgelisteten Titeln, das J steht dabei für Judenbücher.

## Restitution als internationales Problem
Dass das Problem der zu restituierenden Kunstwerke nicht auf Deutschland beschränkt ist, ergibt sich bereits aus der Vielzahl der Länder, die im Zweiten Weltkrieg von den Deutschen besetzt waren und ausgeplündert wurden. Für eine weltweite Verbreitung hat bereits der Verkauf der Raubkunst über die Schweiz vor und während des Zweiten Weltkriegs gesorgt. Auch die Missachtung des Problems über Jahrzehnte, unter anderem durch den Kunsthandel, hat die weltweite Verteilung von einst in jüdischem Eigentum stehenden Werken befördert. Nach der Unterzeichnung der Washingtoner Erklärung von 44 Staaten unter Anerkennung des internationalen Problems und mit gemeinsamer Zielsetzung ist die Handhabe und rechtliche Umsetzung in den einzelnen Ländern nach wie vor sehr verschieden. Seit 1998 wurden auf der Grundlage der Erklärung weltweit etwa tausend Kunstwerke an die Erben der ehemaligen Eigentümer zurückgegeben oder durch Ausgleichszahlungen restituiert.

### Österreich

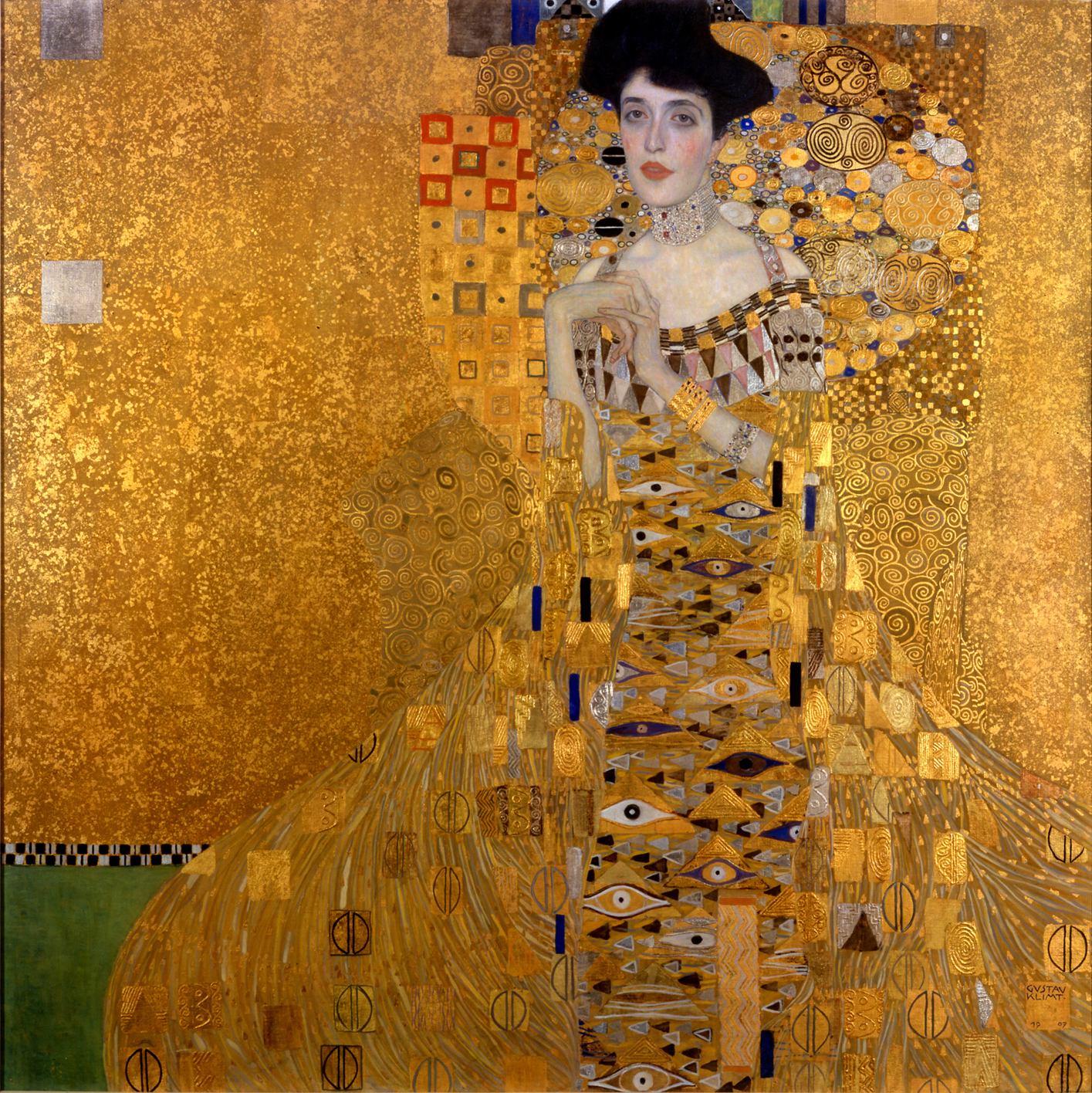
Adele Bloch-Bauer I von Gustav Klimt, vom Belvedere 2006 nach langem Rechtsstreit restituiert

Im Gegensatz zu Deutschland wurde in Österreich am 15. Mai 1945 ein Nichtigkeitsgesetz erlassen, das Rechtsgeschäfte während der deutschen Besetzung für null und nichtig erklärte, wenn sie „im Zuge einer durch das Deutsche Reich erfolgten politischen oder wirtschaftlichen Durchdringung vorgenommen“ wurden. Danach hätten frühere Eigentümer ohne Bindung an Fristen die Rückgabe von Vermögenswerten verlangen können, wenn diese aufgrund politischer, rassischer oder wirtschaftlicher Verfolgung verloren gegangen waren. In der Folge aber wurde diese weite rechtliche Regelung bis 1949 mit sieben Rückstellungsgesetzen spezifiziert, teilweise beschränkt und mit Fristen belegt. Bis 1956 konnten die Eigentumsverhältnisse an 13.000 Kunstwerke geklärt werden. Die tatsächliche Rückgabe an die vielen ausgewanderten ehemaligen Besitzer wurde durch das rigide Ausfuhrverbotsgesetz von 1918 verhindert. So verblieb eine große Zahl an Kunstwerken aus den namhaften Sammlungen in österreichischen Museen.  Ein Beispiel für die erwähnten Probleme, die sich aus der äußeren Restitution ergaben, ist die Entscheidung des Beirats gemäß dem österreichischen Kunstrückgabegesetz aus dem Jahre 2012 zu einem Gemälde von Eduard von Grützner. Dieses hatte das deutsche Bundesamt für äußere Restitutionen 1958 dem österreichischen Staat übergeben, der es letztlich der Österreichischen Galerie Belvedere überließ. Erst 2012 kam es zu der Empfehlung des Beirats, das Werk an die Erben des früheren Eigentümers zu restituieren.
Die Beschlagnahme der Schiele-Bilder Wally und Tote Stadt III in New York am 1. Januar 1998 brachte das Problem in die öffentliche Diskussion und skandalisierte die „Rückgabeverweigerungspraxis“ des Staates Österreich. Dem Rechnung tragend, wurde am 4. Dezember 1998 das Bundesgesetz über die Rückgabe von Kunstgegenständen aus österreichischen Bundesmuseen und Sammlungen erlassen. Es schuf eine Anerkennung des Umstands, dass durch die Ausfuhrverbotsgesetze eine „zweite Enteignung“ stattfand. In der Folge kam es zu viel beachteten Herausgaben, wie die von 224 Kunstwerken an die Erben Louis Rothschilds im Februar 1999, auf Empfehlung des Kunstrückgabe-Beirats, oder der fünf Gemälde von Gustav Klimt an die Erbin der Familie Bloch-Bauer, Maria Altmann, im Mai 2006 nach langem Klageverfahren. Doch die zögerliche Provenienzforschung und Restitutionspraxis steht nach wie vor in der Kritik, insbesondere durch die Israelitische Kultusgemeinde Wien.

### Frankreich
Als alliierte Macht und Mitunterzeichner hatte Frankreich bereits im November 1943 das Londoner Abkommen vom 5. Januar 1943 zu nationalem Recht erklärt und damit jede Eigentumsübertragung in der Zeit der nationalsozialistischen Besatzung für nichtig erklärt. Im Jahr 1944 wurde eine Kommission eingerichtet, die mit der Rückführung der geraubten Kulturgüter betraut war. Bis 1950 konnten von den 61.000 geraubten und dann sichergestellten Kunstwerken 45.000 an die Eigentümer oder deren Erben restituiert werden. Von den restlichen 16.000 übergab man 2.000 an verschiedene Nationalmuseen unter der Bestandsbezeichnung „Musées Nationaux Récupération“ (MNR). Annähernd 12.500 als weniger wertvoll eingeschätzte Werke verkaufte man in den Folgejahren; die restlichen wurden einem Unterstützungsfonds für Künstler zugeführt.
Anfang der 1990er Jahre wurde der MNR-Bestand in den öffentlichen Sammlungen problematisiert, da es sich insgesamt um NS-Raubgut handelt und die Museen sich niemals die Mühe gemacht hatten, die rechtmäßigen Eigentümer ausfindig zu machen. Im September 1999 gründete sich die „CIVS“, die Kommission zur Entschädigung von Opfern, die aufgrund antisemitischer Gesetze während der Besatzung durch Plünderungen geschädigt worden waren. Bis 2005 waren 15.000 Anträge gestellt worden, davon bezogen sich etwa 200 auf den Verlust von Kunstwerken. In 64 Fällen kam es zu Entschädigungen, 22 wurden abgelehnt. In vier Fällen ist die Rückgabe von Kunstwerken angeordnet worden. 

### Niederlande
Nach dem Krieg wurde das Problem der Raubkunst in den Niederlanden wenig beachtet. Die Rückführungen der geraubten Kunstwerke aus den Collecting Points in der Zeit zwischen 1946 und 1948 gelangten zu einem großen Teil in die öffentlichen Museen, ohne dass Nachforschungen über ihre Herkunft angestellt wurden; so ging die Sammlung von Fritz Mannheimer an das Rijksmuseum und in den internationalen Kunsthandel. Erst in den 1990er Jahren setzte ein Umdenken ein, als die Erben von Jacques Goudstikker Aufklärung über den verloren geglaubten Galeriebestand verlangten und bekannt wurde, dass viele der Gemälde in den niederländischen Sammlungen ausgestellt waren. 1997 setzte man eine Untersuchungskommission ein, die mit der Überprüfung der niederländischen Museumsbestände beauftragt war. Die Einrichtungen selbst gründeten im März 1998 das Projekt „1940–1948 Museum Acquisitions Projekt“ zur Erforschung der Provenienzen. Aus dieser Arbeit ging im Jahr 2001 die „Beratende Kommission zu Restitutionsanträgen für Kulturgüter aus dem Zweiten Weltkrieg“ (niederländisch kurz: „Restitutiecommissie“) hervor. Ihre Aufgaben bestehen in der Provenienzforschung, der Ermittlung des Verlustvorgangs und der Entscheidung über Rückgabeanträge. Für die Einreichung von Restitutionsverlangen wurde ursprünglich eine Frist bis zum 4. April 2007 gesetzt, danach sollten keine Anträge mehr gestellt werden können; die Kommission hat ihre Arbeit jedoch nicht eingestellt.
Bis 2005 hatte die Restitutiecommissie einundzwanzig Empfehlungen für die Rückgabe von 200 Kunstgegenständen ausgesprochen. Im Fall Goudstikker konnten 200 aufgefundene Gemälde an die Erben zurückgegeben werden, weitere 500 sind in Museen und in Privatbesitz in aller Welt, aber insbesondere in Deutschland, identifiziert worden. Vier Altmeister-Gemälde hat der holländische Staat zurückgekauft, ein fünftes schenkte ihm die Erbin als Dank für die Provenienz-Arbeit.
Seit dem 1. September 2018 ist das „Expertisecentrum Restitutie“ (ECR) mit den Forschungsarbeiten für die Restitutionskommission beauftragt. Das ECR ist beim NIOD in Amsterdam angesiedelt.

## Film
- Liv Runa Thamsen: Dr. Wenigers Auftrag – Das verspätete Erbe jüdischer Familien, BR, 2023, Dokumentarfilm, erstellt durch Argon-Film, 37 Min. (Darin geht es um die konkrete „Rückgabe“ von Zwangsabgaben alter Silberkunstgegenstände von jüd. Bürgerinnen und -ern an die Nazibehörden im Jahr 1939 im Jahr 2023 in Israel und den USA aus Beständen des Bayerischen Nationalmuseums in München.)